# Енотаевка
Енота́евка — село в Астраханской области России, административный центр Енотаевского муниципального района Астраханской области и муниципального образования «Село Енотаевка».
Основано в 1742 году
Население — 8140 (2021)

## Топонимика
Новое поселение получило название по местности «Енотай». Согласно предположениям, слово «Енотай» происходит от личного имени Енотай, либо от тюркского ян — сторона, бок; тау — гора, то есть сторона горы. Второе предположение соответствует ландшафту, так как местность, где была основана крепость, лежит на нагорном берегу Волги. В 1703 г. «гора Енотаевская» упоминается голландским путешественником К. де Бруином.

## Физико-географическая характеристика
Село расположено в пределах Прикаспийской низменности, на правом берегу протоки Енотаевской (проток Волги) в 125 км к северо-западу от Астрахани, на границе Чёрных земель и Волго-Ахтубинской поймы (от Волги село отделено островом Чичерин), на высоте 8 метров ниже уровня мирового океана. Почвы бурые солонцеватые и солончаковые. Почвообразующие породы — пески.
Часовой пояс
Енотаевка, как и вся Астраханская область, находится в часовой зоне МСК+1. Смещение применяемого времени относительно UTC составляет +4:00.
Климат
Климат резко-континентальный, крайне засушливый (согласно классификации климатов Кёппена-Гейгера — Bsk). Среднегодовая температура воздуха положительная и составляет + 9,2 °C, средняя температура самого холодного месяца января — 6,8 °C, самого жаркого месяца июля + 24,9 °C. Расчётная многолетняя норма осадков — 242 мм. Наименьшее количество осадков выпадает в феврале (14 мм), наибольшее в июне (27 мм)

## История
Енотаевская крепость
Енотаевск — старейший российский населенный пункт Астраханской области. Его строительство начал по указу императрицы Елизаветы Петровны астраханский губернатор Василий Татищев — видный политический деятель и историк.
Коллегия иностранных дел указом от 13 ноября 1741 года постановила построить против Енотаевского острова крепость, получившую название от реки Енотаевки. Строительство началось в 1742 году и в том же году проект был, в основном, приведён в исполнение. Первым комендантом Енотаевской крепости стал подполковник Рязанского полка Яков Хемницер — отец известного баснописца. 21 апреля 1743 года он сдал комендантство присланному из Астрахани полковнику Михаилу Новикову.
Енотаевская крепость служила военным форпостом на Волге для охраны сообщений с Востоком по водному и сухопутному пути.
В 1748—1750 годах крепость сильно пострадала от пожаров, но каждый раз сравнительно быстро восстанавливалась.
1765 году учреждена Енотаевская казачья команда.
Первоначально, примерно до 1760 года, других жителей, кроме драгун и казаков, в крепости не было. Затем стала заселяться крещёнными калмыками, а также татарами, переселёнными из верховых губерний, ссыльными и бродягами. Однако, процесс этот проходил медленно.
В 1769 году в крепости было введено гражданское правление с возложением его на местного коменданта под ведением астраханского губернатора.
В Енотаевской крепости жила и умерла в 1777 году калмыцкая ханша Джан, вдова хана Дондук-Омбо, в православии княгиня Вера Дондукова. Отсюда она правила Багацохуровским улусом, бывшим вотчиной рода Дондуковых до 1781 года.
В 1784 году командир Астраханского казачьего полка полковник Г. В. Персидский предпринял попытку увеличить население. Губернатор Астраханской губернии Михаил Жуков в ордере от 7 марта 1784 года разрешил привести в исполнение его предложения. Но темпы заселения продолжали оставаться медленными.
Уездный город Енотаевск
В 1785 году Енотаевск объявляется уездным городом. Енотаевский уезд по площади был большим, сюда входили целиком современный Енотаевский район и большая часть Харабалинского района.
21 апреля (2 мая) 1785 года Екатерина II подписала два законодательных акта: «Грамота на права, вольности и преимущества благородного российского дворянства» и «Грамота на права и выгоды городам Российской империи». Дворяне имели право заниматься любой разрешённой законом предпринимательской деятельностью, при этом освобождались от податей и повинностей. В среде дворянства была сильная мобильность, личные дворяне стремились стать потомственными. Получение статуса потомственного дворянина позволяло занимать серьёзные должности с большим жалованьем, покупать земли и крепостных крестьян. В целях приобретения земли некоторые дворяне переезжали из центральных губерний в Нижне-Волжские края. В Енотаевке этим воспользовались коллежский советник Сушков и полковник Кишенский, которые купили земли с 44 душами крестьян. За 11 лет, с 1785 года по 1796 год, в Енотаевском уезде уже было 8 помещиков, имеющих во владении 78590 десятин земли.
В 1789 году енотаевцы-казаки впервые были наделены землёй — в 15 верстах выше крепости им отвели земельные участки по 30 десятин на мужскую душу казаков и вчетверо больше на каждого старшину.
Развитие Енотаевска как города было очень медленным. К 1803 году в крепости и её окрестностях проживало всего 652 человека крепостного сельского населения. В 1858 году число жителей составляло 1791 человек, в 1881 году — 2314, в 1901 году — 2830.
Основным занятием населения было рыболовство и извозничий промысел (чумачество), частью занималась ремесленничеством — в основном кузнецы и столяры. В 1894 году население делилось на несколько сословных групп: дворяне — 24 человека, духовенство — 23, граждане — 4, купцы — 89, мещане — 1908, иностранные подданные — 11 человек.

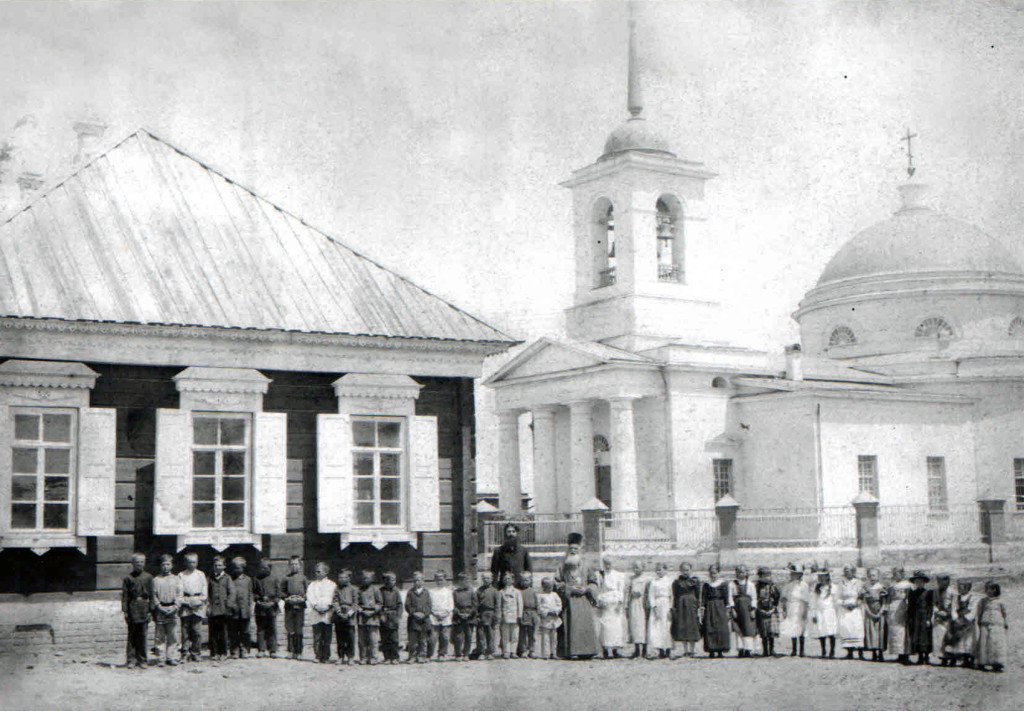
Свято-Троицкий собор в Енотаевске. 1910 год.

В 1810 году Енотаевская крепость была упразднена. С этого времени городок превращается в место политической ссылки, куда царское самодержавие отправляло неугодных ему людей. Ссыльных было много. Проживали они в Енотаевске и в некоторых близлежащих сёлах. Так, в 1870 году тяжело больной писатель-демократ, фольклорист и этнограф Павел Иванович Якушкин был переведён из Красного Яра в Енотаевск для дальнейшего отбывания ссылки. С 1911 по 1913 год здесь под гласным надзором полиции находился деятель РСДРП, будущий редактор газеты «Известия» И. И. Скворцов-Степанов (его именем названа одна из улиц райцентра). Местом последней ссылки Енотаевск был определён и для сестры В. И. Ленина — Анны Ильиничны Елизаровой-Ульяновой. В Енотаевске отбывал ссылку и Александр Финн, позже ставший известным экономистом и журналистом; здесь он стал использовать псевдоним Енотаевский, который позже стал частью его фамилии (Финн-Енотаевский).
В 1872 году Астраханское казачье войско было разделено на два отдела (правление 1-го было в Енотаевске, 2-го — в Камышине). Енотаевск стал исполнять также роль центра 1-го отдела Астраханского казачьего войска, включавшего 12 станиц: Черноярскую, Красноярскую городские команды, Лебяжинскую, Астраханскую, Атаманскую и 7 станиц Енотаевского уезда. В городе размещался атаман отдела и правление отдела в доме по улице Чернышевского. Атаманом был назначен В. И. Кондаков.
В 1913 году в Астраханской губернии было введено земство. Было создано Енотаевское уездное земство.
Село
В 1925 году Енотаевский уезд как и другие уезды Астраханской губернии был упразднён, на его территории образованы Енотаевский и Болхунский районы (из территории Болхунской и Золотухинской волостей). С упразднением уезда Енотаевск лишился статуса города. В постановлении ВЦИК от 21 сентября 1925 года записано: «Города Астраханской губернии Енотаевск и Красный Яр преобразовались в сельские поселения». Но о названии в постановлении не было сказано ничего. Вот почему ещё почти два десятка лет село называлось Енотаевск. Это название встречается во всех архивных документах. Закреплено оно и в 1-м издании Большой Советской Энциклопедии, где в 24 томе на стр. 15 читаем: «Енотаевск — село» (БСЭ, т. 15, М., 1932 г.).
Но во 2-м издании Энциклопедии (1952 г.) уже записано: «Енотаевка». То же самое — в справочниках по административному делению СССР, начиная с 1946 года. Причина изменения названия, по-видимому, по формальному признаку — раз село, значит Енотаевка.

## Население
Динамика численности населения
| 1859 | 1905 | 1914 | 1920 | 1939 |
| ---- | ---- | ---- | ---- | ---- |
| 2035 | 3130 | 4994 | 3581 | 3810 |

| 1959 | 1970  | 1979  | 1989  | 2002  | 2010  | 2021  |
| ---- | ----- | ----- | ----- | ----- | ----- | ----- |
| 4710 | ↗6163 | ↗7039 | ↗7836 | ↗8022 | ↘7616 | ↗8140 |

## Транспорт
По автомобильной дороге расстояние до областного центра города Астрахани составляет 140 км. К селу имеется подъезд от федеральной автодороги Р-22 «Каспий» (3,2 км). Ближайшие населённые пункты — село Николаевка (расположено в 7 км к северу от Енотаевки) и село Владимировка (расположено в 11 км к югу)

## Герб Енотаевки (г. Енотаевска)
Щит герба разделён на две части: в верхней — герб Астраханский, в нижней части в серебряном поле — червлёная крепостная зубчатая стена с тремя башнями, что означает, что Енотаевская крепостница брала под свою защиту православных, мусульман и калмыков. Герб увенчан городской короной. Утверждён 20 июля 1846 г.

## Известные жители и уроженцы
- Хемницер, Иван Иванович (1745—1784) — русский поэт и переводчик
- Еланская, Клавдия Николаевна (1898—1972) — актриса театра и кино, народная артистка СССР
- Лиджиев, Телтя (22.12.1906 — ноябрь 1970) — джангарчи, известный сказитель калмыцкого эпоса «Джангар».

## Достопримечательности
- Троицкий собор (1832—1840 гг.), архитектор И. И. Шарлемань[21][22][23]